# Локате-Варезино
Локате-Варезино (итал. Locate Varesino) — коммуна в Италии, располагается в регионе Ломбардия, подчиняется административному центру Комо.
Население составляет 3958 человек, плотность населения составляет 792 чел./км². Занимает площадь 5 км². Почтовый индекс — 22070. Телефонный код — 0331.
Покровителями коммуны почитаются святые Кирик и Иулита, празднование 16 июля.